# Kozje község
Kozje község (szlovén nyelven Občina Kozje) Szlovénia 212 alapfokú közigazgatási egységének, azaz községének egyike a Savinjska statisztikai régióban. Adminisztratív központja Kozje város. Kozje községet 1994-ben alapították. A község a történelmi szlovén Stájerország (Štajersko) régió része. 

## A községhez tartozó települések
A községhez Kozje székhelyen kívül a következő települések tartoznak:
- Bistrica
- Buče
- Dobležiče
- Drensko Rebro
- Gorjane
- Gradišče
- Gubno
- Ješovec pri Kozjem
- Klake
- Lesično
- Ortnice
- Osredek pri Podsredi
- Pilštanj
- Podsreda
- Poklek pri Podsredi
- Topolovo
- Vetrnik
- Vojsko
- Vrenska Gorca
- Zagorje
- Zdole
- Zeče pri Bučah

## Népesség
| Lakosok száma | 3275 | 3244 | 3239 | 3191 | 3168 | 3080 | 3102 | 3062 | 3053 | 3010 |
|               | 2008 | 2009 | 2011 | 2012 | 2013 | 2015 | 2016 | 2017 | 2019 | 2020 |